# Pan Wołodyjowski

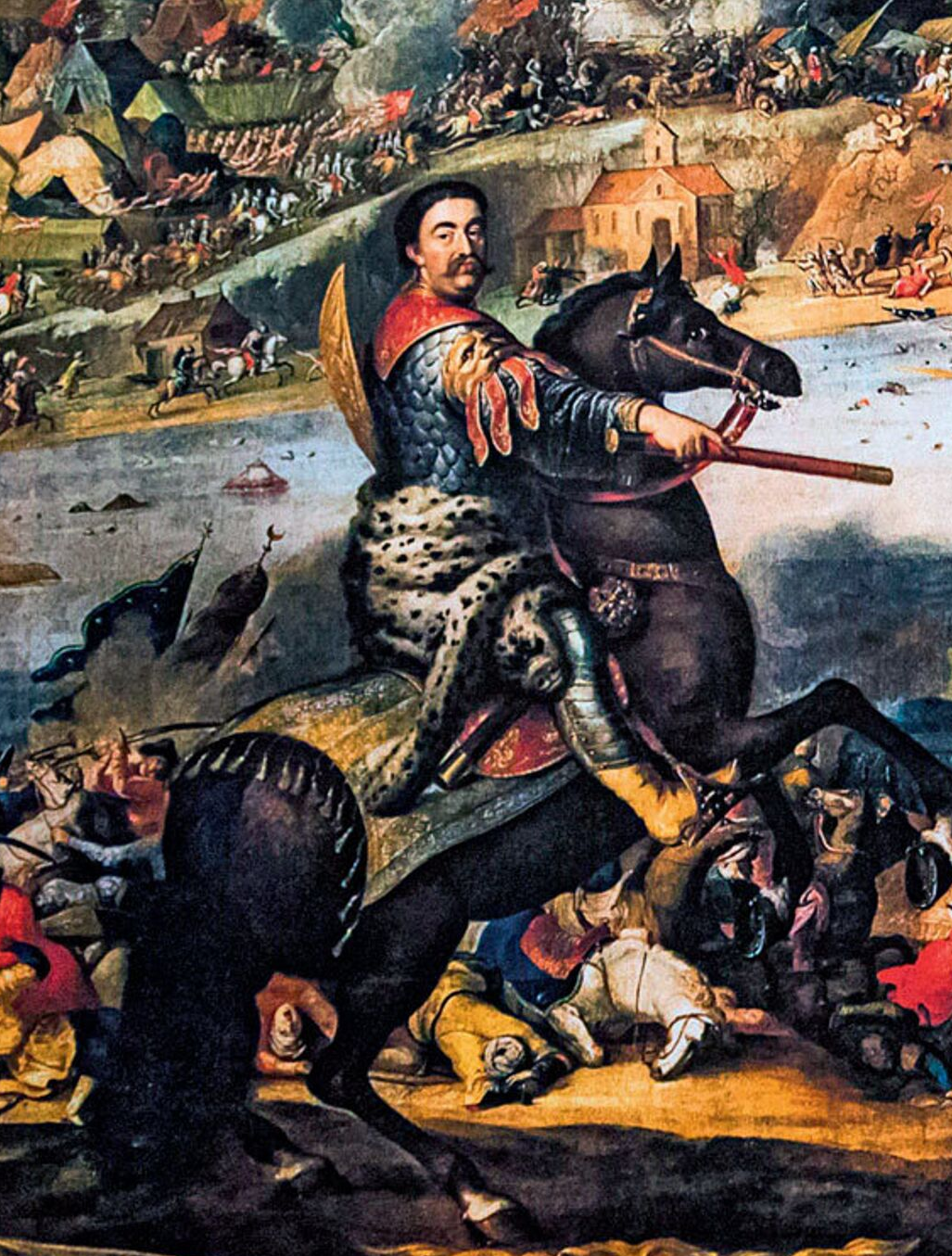
Großhetman der Krone Jan Sobieski, während der Schlacht bei Chocim, auf einem Gemälde von Andreas Stech.

Pan Wołodyjowski ([pɑn wou̯odɨjowski], dt. auch Herr Wolodyjowski oder Der kleine Ritter) ist ein historischer Roman des polnischen Schriftstellers Henryk Sienkiewicz aus dem Jahr 1888 und der dritte Teil seiner großen Trilogie, die aus den Werken Mit Feuer und Schwert (1884), Sintflut (1886) und diesem Buch besteht.

## Beschreibung
Der Roman handelt vom Kampf der Polen im Osmanisch-Polnischen Krieg zwischen 1672 und 1676 gegen die nach Norden vorrückenden Türken. Namensgebender Protagonist der Geschichte ist der fiktive Oberst Michał Wołodyjowski.

## Die wichtigsten Charaktere
Historische Figuren:
- Jan Sobieski
- Michał Korybut Wiśniowiecki
- Mikołaj Potocki
- Kara Mustafa Pascha

Fiktionale Charaktere:
- Michał Wołodyjowski
- Ketling von Elgin
- Jan Onufry Zagłoba
- Adam Nowowiejski
- Azja
- Barbara Jeziorkowska
- Krystyna Drohojowska
- Ewa Nowowiejska

## Verfilmung
Im Jahr 1968 entstand auf Basis des Buches der gleichnamige polnische Film Pan Wołodyjowski unter der Regie von Jerzy Hoffman. Der Film wurde unter dem Titel Przygody pana Michała im polnischen Fernsehen auch als Serie ausgestrahlt.